# Анна Мария фон Саксония-Вайсенфелс
Анна Мария фон Саксония-Вайсенфелс (на немски: Anna Marie von Sachsen-Weissenfels; * 17 юни 1683 във Вайсенфелс; † 16 март 1731 в Зорау, Долна Лужица) от рода на Албертинските Ветини е принцеса от Саксония-Вайсенфелс и чрез женитба имперска графиня на Промниц и Плес (1705 – 1731).

## Произход
Тя е дъщеря на херцог Йохан Адолф I фон Саксония-Вайсенфелс (1649 – 1697) и първата му съпруга Йохана Магдалена фон Саксония-Алтенбург (1656 – 1686), дъщеря на херцог Фридрих Вилхелм II фон Саксония-Алтенбург и втората му съпруга Магдалена Сибила Саксонска.
Тя умира на 16 март 1731 г. на 47 години в Зорау (днес Жари).

## Фамилия
Анна Мария се омъжва на 16 юни 1705 г. във Вайсенфелс за имперски граф Ердман II фон Промниц (1683 – 1745). Тя е първата му съпруга. Те имат децата:
- Христина Йохана Емилия фон Промниц-Плес (1708 – 1732), омъжена на 14 януари 1726 г. за княз Август Лудвиг фон Анхалт-Кьотен (1697 – 1755)
- Анна Фридерика фон Промниц-Плес (1711 – 1750), омъжена на 21 ноември 1732 г. за княз Август Лудвиг фон Анхалт-Кьотен (1697 – 1755) (вдовец на по-голямата ѝ сестра)
- Мария Елизабет фон Промниц (1717 – 1741), омъжена за граф Хайнрих Ернст фон Щолберг-Вернигероде (1716 – 1778)
- Йоханес Ердман фон Промниц-Плес (1719 – 1785), граф на Промниц-Плес, женен за Каролина фон Шьонайх-Каролат (1727 – 1762)
- Агнес София фон Промниц-Зорау (1720 – 1791), омъжена за граф Хайнрих XXVIII Ройс-Еберсдорф (1726 – 1797), син на граф Хайнрих XXIX Ройс-Еберсдорф